# فوق أكسدة الليبيد

آلية فوق أكسدة الليبيد

فوق أكسدة الليبيد أو فوق أكسدة الدهون (بالإنجليزية: Lipid peroxidation)‏ هو تحلل تأكسدي لليبيدات، وهي العملية التي «تسرق» فيها جذور حرة إلكترونات من الليبيدات في الأغشية الخلوية وتتسبب في تضرر الخلية. تحدث هذه العملية عبر آلية تفاعل تسلسلي لجذر حر، وعادة ما تؤثر على الأحماض الدهنية عديدة اللاتشبع لأنها تحتوي على عدة روابط مزدوجة تقع بين جسور ميثيلين (-CH2-) تحتوي على ذرات هيدروجين متفاعلة. مثل أي تفاعل لجذر كيميائي، يتكون التفاعل من ثلاث مراحل رئيسية: البدء، الامتداد والإنتهاء. تُعرف النواتج الكيميائية لهذه الأكسدة ببيروكسيدات الليبيد أو نواتج أكسدة الليبيد (LOPs).

## الأخطار
إذا لم يتم إنهاء فوق أكسدة الليبيد بسرعة كافية، فسيحدث ضرر للغشاء الخلوي الذي يتكون من الليبيدات بشكل رئيسي. يمكن أن يسبب العلاج بالضوء انحلال الدم عبر تمزيق أغشية خلايا الدم الحمراء بهذه الطريقة.
فضلا عن ذلك، نواتج فوق أكسدة الليبيدات النهائية قد تكون مطفرة أو مسرطنة. على سبيل المثال يتفاعل الناتج النهائي ثنائي ألدهيد المالون مع الأدينوسين منقوص الأكسجين والغوانوسين منقوص الأكسجين في الدنا مشكلا نواتج إضافة دنا [الإنجليزية] لهما، وبشكل رئيسي M1G.
أفضل الأمثلة على سمية فوق الأكاسيد المائية (هيدروبيروكسيدات) للحيوانات هو النمط الظاهري لبيروكسيداز الغلوتاثيون 4 (GPX4) للفأر معطل الجين. هذه الحيوانات لا تعيش بعد اليوم الجنيني الثامن، وهذا يشير إلى أن إزالة فوق الأكاسيد المائية لليبيدات ضروري لحياة الثدييات.